# Girecourt-sur-Durbion
Girecourt-sur-Durbion – miejscowość i gmina we Francji, w regionie Grand Est, w departamencie Wogezy.
Według danych na rok 1990 gminę zamieszkiwały 272 osoby, a gęstość zaludnienia wynosiła 39 osób/km² (wśród 2335 gmin Lotaryngii Girecourt-sur-Durbion plasuje się na 777. miejscu pod względem liczby ludności, natomiast pod względem powierzchni na miejscu 835.).